# Callinesia philippina
Callinesia philippina är en insektsart som beskrevs av Melichar 1914. Callinesia philippina ingår i släktet Callinesia och familjen vedstritar.
Artens utbredningsområde är Filippinerna. Inga underarter finns listade i Catalogue of Life.